# George B. Seitz
George B. Seitz (3 de enero de 1888 – 8 de julio de 1944) fue un dramaturgo, director, guionista, productor y actor cinematográfico de nacionalidad estadounidense, activo en principalmente en la época del cine mudo

## Biografía
Nacido en Boston, Massachusetts, su nombre completo era George Brackett Seitz. Fue conocido por sus guiones para seriales de acción, entre ellos los siguientes:
- The Perils of Pauline (1914)
- The Exploits of Elaine (1914)
- The Shielding Shadow (1916)
- The Black Secret (1919)
- The Iron Claw (1916)
- The Phantom Foe (1920)
- The Last of the Mohicans (1936)

Seitz inició su carrera artística como dramaturgo, escribiendo también ficción pulp para revistas como Adventure y People's Magazine.
Gran parte de su trabajo artístico se llevó a cabo en Fort Lee, Nueva Jersey, en una época en la que muchas compañías cinematográficas tenían allí su sede.
Dirigió un total de 107 filmes, escribió 31 comedias y participó como actor en 10 cintas. Trabajó para Columbia Pictures y para MGM, compañía para la que dirigió 11 películas de la serie Andy Hardy con Mickey Rooney. Entre sus primeros trabajos figura un serial protagonizado por Pearl White.
George B. Seitz falleció en Hollywood, California, en 1944. Fue enterrado en el Cementerio Forest Hills de Boston. Fue el padre de George B. Seitz Jr., guionista y director activo en los años 1940 y 1950, tanto en el cine como en la televisión.

## Filmografía completa

### Director
| - The Exploits of Elaine, codirigido con Louis J. Gasnier y Leopold Wharton (1914) - The Romance of Elaine, codirigido con Theodore Wharton y Leopold Wharton (1915) - The Iron Claw, codirigido con Edward José (1916) - The Fatal Ring (1917) - The House of Hate (1918) - The Honest Thief (1918) - Getaway Kate (1918) - The Lightning Raider (1919) - Bound and Gagged (1919) - The Black Secret (1919) - Pirate Gold (1920) - Velvet Fingers (1920) - Rogues and Romance (1920) - The Sky Ranger (1921) - Hurricane Hutch (1921) - Go Get 'Em Hutch (1922) - Speed (1922) - Plunder (1923) - The Way of a Man (1924) - Leatherstocking (1924) - The Fortieth Door (1924) - Into the Net (1924) - Galloping Hoofs (1924) - Sunken Silver (1924) - Wild Horse Mesa (1925) - The Vanishing American (1925) - Desert Gold (1926) - The Last Frontier (1926) - The Ice Flood (1926) - Pals in Paradise (1926) - Jim, the Conqueror (1926) - The Blood Ship (1927) - Great Mail Robbery (1927) - The Isle of Forgotten Women (1927) - The Tigress (1927) - The Warning (1927) - After the Storm (1928) - Ransom (1928) - Beware of Blondes (1928) - Court-Martial (1928) - The Circus Kid (1928) - Blockade (1928) - Hey Rube! (1928) - Black Magic (1929) - Murder on the Roof (1930) - Guilty? (1930) - Midnight Mystery (1930) - Danger Lights (1930) - The Lion and the Lamb (1930) - The Drums of Jeopardy (1930) - Shanghaied Love (1931) - Arizona (1931) - Night Beat (1931) | - Sally of the Subway (1932) - Temptation's Workshop (1932) - Docks of San Francisco (1932) - Sin's Pay Day (1932) - Passport to Paradise (1932) - The Widow in Scarlet (1932) - Treason (1933) - Thrill Hunter (1933) - The Women in His Life (1933) - Lazy River (1934) - The Fighting Ranger (1934) - Buried Loot (1935) - Society Doctor (1935) - Shadow of Doubt (1935) - Times Square Lady (1935) - Calm Yourself (1935) - Woman Wanted (1935) - Alibi Racket (1935) - Desert Death (1935) - Kind Lady (1935) - Exclusive Story (1936) - Absolute Quiet (1936) - The Three Wise Guys (1936) - The Last of Mohicans (1936) - La fuga de Tarzán (1936) - Mad Holiday (1936) - Under Cover of Night (1937) - Mama Steps Out (1937) - A Family Affair (1937) - The Thirteenth Chair (1937) - Between Two Women (1937) - Big City (1937) - My Dear Miss Aldrich (1937) - You're Only Young Once (1937) - Judge Hardy's Children (1938) - Yellow Jack (1938) - Love Finds Andy Hardy (1938) - Out West with the Hardys (1938) - The Hardys Ride High (1939) - 6,000 Enemies (1939) - Thunder Afloat (1939) - Judge Hardy and Son (1939) - Andy Hardy's Dilemma: A Lesson in Mathematics... and Other Things (1940) - Andy Hardy Meets Debutante (1940) - Kit Carson (1940) - Sky Murder (1940) - Gallant Sons (1940) - Andy Hardy's Private Secretary (1941) - Life Begins for Andy Hardy (1941) - A Yank on the Burma Road (1942) - The Courtship of Andy Hardy (1942) - Mister Gardenia Jones (1942) - Pierre of the Plains (1942) - Andy Hardy's Double Life (1942) - Andy Hardy's Blonde Trouble (1944) |

### Guionista
| - The Perils of Pauline, de Louis J. Gasnier y Donald MacKenzie (1914) - Detective Craig's Coup, de Donald MacKenzie (1914) - The Exploits of Elaine, de George B. Seitz, Louis J. Gasnier y Leopold Wharton (1914) - The Galloper, de Donald MacKenzie (1915) - Simon, the Jester, de Edward José (1915) - The Spender, de Donald MacKenzie (1915) - The New Adventures of J. Rufus Wallingford, de James Gordon, Leopold Wharton y Theodore Wharton (1915) - The Bungalow Bungle, de Theodore Wharton (1915) - The Closing Net, de Edward José (1915) - Three Rings and a Goat, de Theodore Wharton (1915) - A Rheumatic Joint, de Theodore Wharton (1915) - The Master Stroke, de James Gordon, Leopold Wharton y Theodore Wharton (1915) - The Lilac Splash, de Theodore Wharton (1915) - A Trap for Trapp, de James Gordon, Leopold Wharton y Theodore Wharton (1915) - Nedra, de Edward José (1915) - A Bang Sun Engine, de James Gordon, Leopold Wharton y Theodore Wharton (1915) - A Transaction in Summer Boarders, de James Gordon, Leopold Wharton y Theodore Wharton (1915) - Detective Blackie, de James Gordon, Leopold Wharton y Theodore Wharton (1915) - Apples and Eggbeaters, de James Gordon, Leopold Wharton y Theodore Wharton (1915) - A Stony Deal, de James Gordon, Leopold Wharton y Theodore Wharton (1915) - The Beloved Vagabond, de Edward José (1915) | - Buying a Bank with Bunk, de James Gordon, Leopold Wharton y Theodore Wharton (1915) - The Missing Heir, de James Gordon, Leopold Wharton y Theodore Wharton (1915) - Lord Southpaugh, de James Gordon, Leopold Wharton y Theodore Wharton (1916) - The King's Game, de Ashley Miller (1916) - The Precious Parcel, de Donald MacKenzie (1916) - The Iron Claw, de George B. Seitz y Edward José (1916) - The Shielding Shadow, de Donald MacKenzie y Louis J. Gasnier (1916) - The Light That Failed, de Edward José (1916) - The Hunting of the Hawk, de George Fitzmaurice (1916) - Blind Man's Luck, de George Fitzmaurice (1916) - The Fatal Ring, de George B. Seitz (1917) - The Last of the Carnabys, de William Parke (1917) - The Naulahka, de George Fitzmaurice (1918) - The Lightning Raider, de George B. Seitz (1919) - The Phantom Foe, de Bertram Millhauser (1920) - Rogues and Romance, de George B. Seitz (1920) - The Ice Flood, de George B. Seitz (1926) - The Warning, de George B. Seitz (1927) - Ransom, de George B. Seitz (1928) - Sally of the Subway, de George B. Seitz (1932) - Behind Stone Walls, de Frank R. Strayer (1932) - Passport to Paradise, deGeorge B. Seitz (1932) - Love in High Gear, de Frank R. Strayer (1932) - Above the Clouds, de Roy William Neill (1933) - Fugitive Lovers, de Richard Boleslawski (1934) - Buried Loot, de George B. Seitz (1935) |

### Actor
| - The Exploits of Elaine, de Louis J. Gasnier, George B. Seitz y Leopold Wharton (1914) - The Romance of Elaine]], de George B. Seitz, Leopold Wharton y Theodore Wharton (1915) - The Iron Claw, de George B. Seitz y Edward José (1916) - The Fatal Ring, de George B. Seitz (1917) - Bound and Gagged, de George B. Seitz (1919) | - The Black Secret, de George B. Seitz (1919) - Pirate Gold, de George B. Seitz (1920) - Velvet Fingers, de George B. Seitz (1920) - Rogues and Romance, de George B. Seitz (1920) - The Sky Ranger, de George B. Seitz (1921) |

### Productor
| - The Exploits of Elaine, de Louis J. Gasnier, George B. Seitz y Leopold Wharton (1914) - Bound and Gagged, de George B. Seitz (1919) - The Black Secret, de George B. Seitz (1919) - Velvet Fingers, de George B. Seitz (1920) - Rogues and Romance, de George B. Seitz (1920) - The Phantom Foe, de Bertram Millhauser (1920) - The Sky Ranger, de George B. Seitz (1921) | - The Yellow Arm, de Bertram Millhauser (1921) - Hurricane Hutch, de George B. Seitz (1921) - Go Get 'Em Hutch, de George B. Seitz (1922) - Speed, de George B. Seitz (1922) - Plunder, de George B. Seitz (1923) - Life Begins for Andy Hardy, de George B. Seitz (1941) |